# Queimada (boisson)
La Queimada est une boisson alcoolisée de tradition galicienne. 

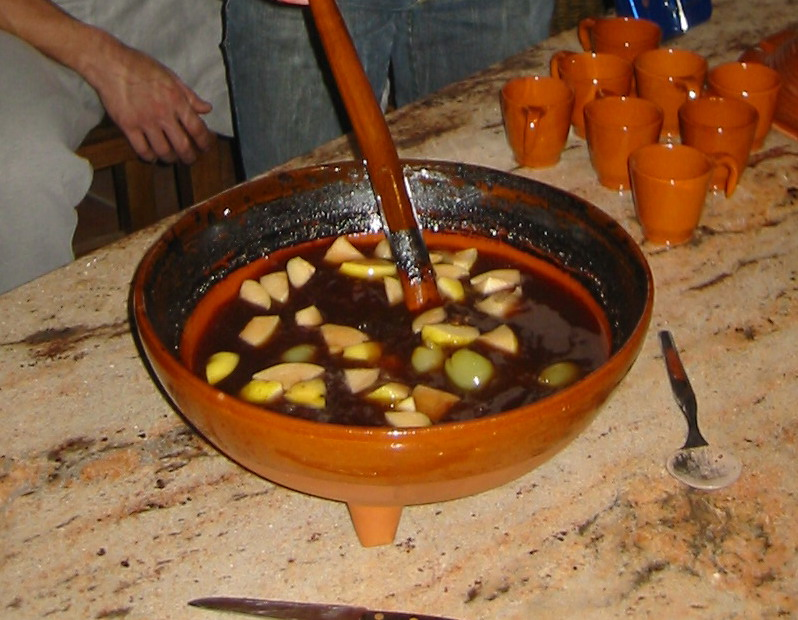
Queimada en cours de préparation.

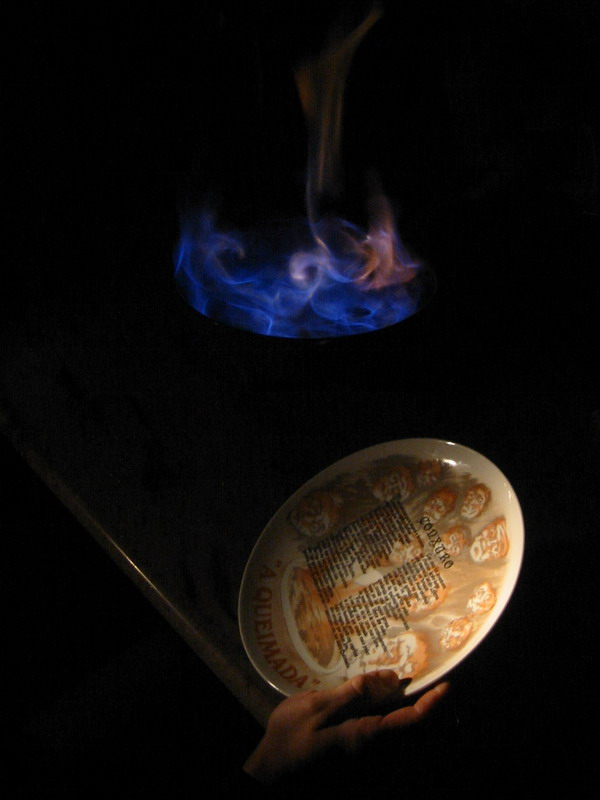
Sort.

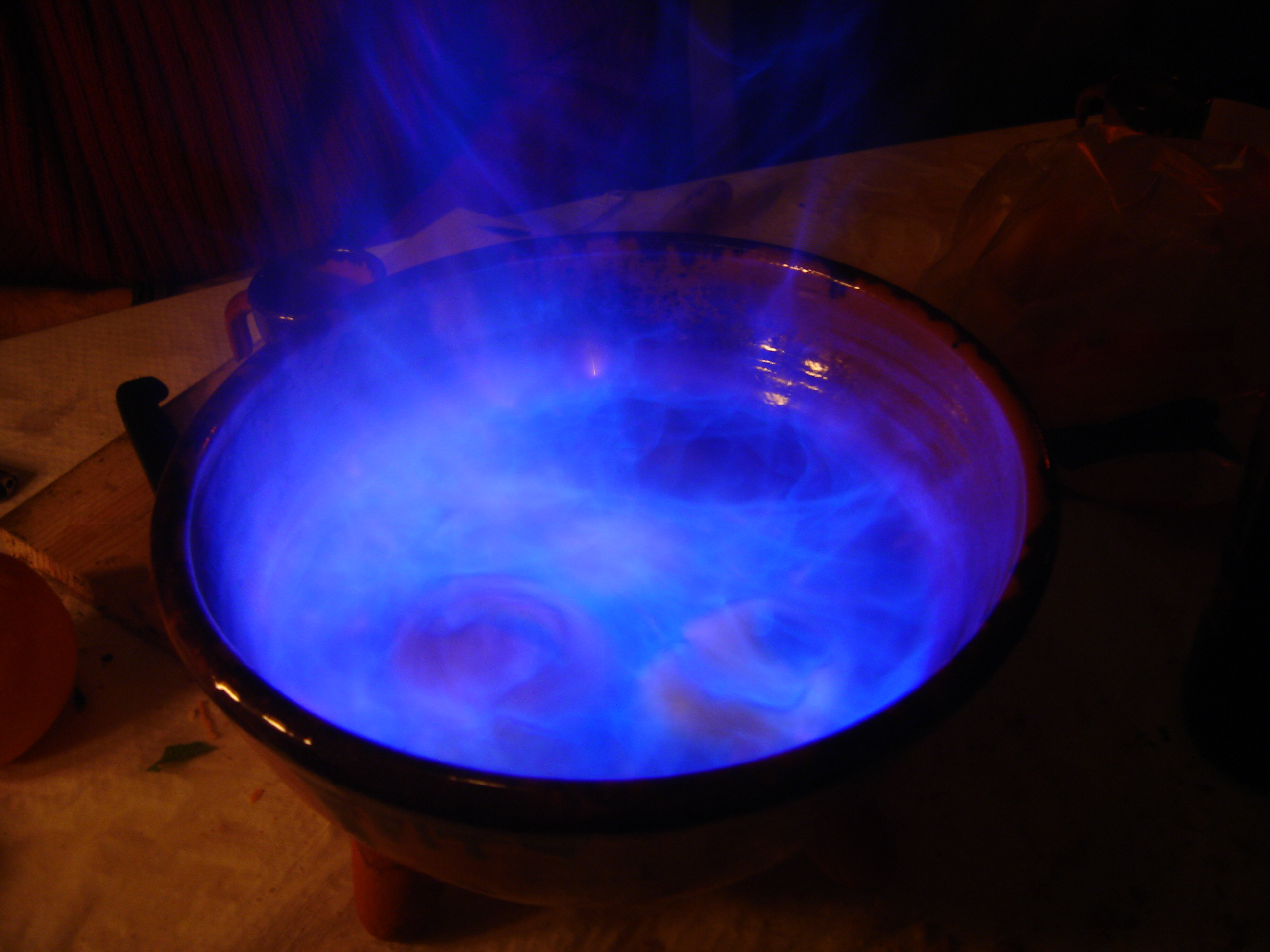
Feu bleu caractéristique de la Queimada.

La queimada est un punch fabriqué à partir d' eau-de-vie galicienne ( marc de raisin de Galice ) - un spiritueux distillé des restes de la vinification - et aromatisé avec des herbes spéciales ou du café, auxquels on ajoute du sucre, du zeste de citron, des grains de café et de la cannelle. Elle est traditionnellement préparée dans une citrouille creuse. 
Généralement, lors de la préparation du punch, un sort ou une incantation est récité, de sorte que des pouvoirs spéciaux sont conférés à la queimada et à ceux qui la boivent. Ensuite, la queimada est incendiée et brûle lentement à mesure que de l'eau-de-vie est ajoutée. 

## Les origines
Bien que parfois considérée comme une ancienne tradition celtique transmise de génération en génération, certains affirment que la Queimada a été développée dans les années 1950. 
La queimada a été initialement préparée par des groupes d'émigrants galiciens dans des endroits comme Madrid, généralement après des déjeuners de camaraderie et d'autres événements de groupe. Cela s'est accompagné de reprises théâtrales d'anciennes croyances telles que la lecture de sorts écrits ad hoc pour éloigner les sorcières. 
Ce rituel a eu un tel succès qu'il est s'est rapidement répandu. Tito Freire a conçu en 1955 le pot en argile dans lequel la Queimada est habituellement préparée et le sort récité de nos jours a été écrit par Mariano Marcos Abalo dans les années 1960.  
La queimada fait désormais partie de la tradition galicienne et est considérée comme un signe d'identité galicienne. 

## Tradition
Le but du rituel de préparation est d'éloigner les mauvais esprits qui, selon la tradition, guettent les hommes et les femmes pour tenter de les maudire.  Toutes les occasions sont bonnes pour une queimada: une fête, des réunions familiales ou des rassemblements d'amis. Après le dîner, dans l'obscurité de la nuit, c'est l'un des meilleurs moments pour cela. La tradition dit aussi que l'un des jours parfaits pour faire le conxuro da queimada («sort de la queimada») est à Samain, la veille du nouvel an celtique. Cependant, le rituel de la queimada a généralement lieu pendant la nuit de la Saint-Jean ou la nuit des sorcières le 23 juin. 
Les personnes qui y participent se rassemblent autour du récipient où la queimada est préparée, idéalement sans lumières, pour égayer le cœur et être de meilleurs amis. L'un d'eux termine le processus de fabrication de la queimada tout en récitant le sortilège tenant le liquide brûlant dans une louche et en le versant lentement dans le récipient. 

## Sort
| En langue galicienne | En français |
| --- | --- |
| Mouchos, curuxas, sapos e bruxas. Demos, trasgos e diaños, espíritos das neboadas veigas. Corvos, píntegas e meigas: feitizos das menciñeiras. Podres cañotas furadas, fogar dos vermes e alimañas. Lume das Santas Compañas, mal de ollo, negros meigallos, cheiro dos mortos, tronos e raios. Ouveo do can, pregón da morte; fuciño do sátiro e pé do coello. Pecadora lingua da mala muller casada cun home vello. Averno de Satán e Belcebú, lume dos cadáveres ardentes, corpos mutilados dos indecentes, peidos dos infernais cus, muxido da mar embravecida. Barriga inútil da muller solteira, falar dos gatos que andan á xaneira, guedella porca da cabra mal parida. Con este fol levantarei comme chamas deste lume que asemella ao do Inferno, e fuxirán comme bruxas un cabalo das súas vasoiras, índose bañar na praia das areas gordas. ¡Oíde, oíde! os ruxidos que dan as que non poden deixar de queimarse no augardente quedando así purificadas. E cando este beberaxe baixe polas nosas gorxas, quedaremos libres dos mâles da nosa alma e de todo embruxamento. Forzas do ar, terra, mar e lume, a vós fago esta chamada: se é verdade que tendes máis poder que a humana xente, eiquí e agora, facede que os espíritos dos amigos que están fóra, participen con nós desta Queimada. | Hiboux, chouettes, crapauds et sorcières. Démons, lutins et diables, esprits des fertiles vallées brumeuses. Corbeaux, salamandres et sorcières, sorts des guérisseuses. Cannes percées pourries, maison de vers et de vermine. Feu follets de la Sainte Compagnie, mauvais œil, sorcellerie noire, parfum des morts, du tonnerre et de la foudre. Hurlement du chien, présage de la mort, gueules du satyre et pied du lapin . Langue pécheresse de la mauvaise femme marié à un vieil homme. L'Enfer de Satan et de Belzébuth, le feu des cadavres en feu, corps mutilés des indécents, pets des culs de malheur, beuglement de la mer enragée. Ventre inutile de la femme célibataire, discours des chats en chaleur, crinière sale du bouc mal né. Avec ce soufflet je vais pomper les flammes de ce feu qui ressemble à celui de l'enfer, et les sorcières s'enfuiront, à cheval sur leurs balais, iront se baigner sur la plage des gros sables. Entendez! Écoutez les rugissements de ceux qui ne peuvent pas arrêter de brûler dans l'eau-de-vie, devenant ainsi purifiés. Et quand ce breuvage descend dans nos gorges, nous nous libérerons du mal de notre âme et de toute sorcellerie. Forces de l'air, de la terre, de la mer et du feu, à vous je fais cet appel: s'il est vrai que vous avez plus de pouvoir que les gens, ici et maintenant, faites que les esprits des amis qui sont dehors, participent avec nous à cette Queimada. |